# Janusz Flach
Janusz Flach (vel "Pazur" (ur. 3 stycznia 1928, zm. 20 września 1965) – członek oddziału specjalnego WIN, w pow. hrubieszowskim, pracownik Polskich Kolei Linowych, inżynier taternik, speleolog, odkrywca.

## Żołnierz Wyklęty
Walczył z komunizmem w WiN w oddziale por. Henryka Lewczuka. Był z tego powodu szykanowany przez władze PRL. Odmawiano mu publikacji artykułów, wydawnictwo wojskowe w 1988 bezzasadnie zmieniło nazwę "Komin Flacha" na Łamany Żleb.

## Działalność taternicka
Był odkrywcą i eksploratorem jaskiń Ptasiej Studni i Lodowej Mułowej. 
W 1960 roku wstąpił do zakopiańskiej Sekcji Taternictwa Jaskiniowego. Cechowały go oryginalność pomysłów, niespożyta energia i towarzyski styl bycia, co szybko zjednało mu wielu przyjaciół. Początkowo wspinał się powierzchniowo. Szczególnie upodobał sobie Tatry Zachodnie, gdyż lubił wspinać się w wapieniu. Niektóre drogi robił samotnie. W lipcu 1959 roku, jako pierwszy wraz z Marianem Kruczkiem  wspiął się Kominem Flacha. Taternicy ocenili przejście na V+ w skali trudności UIAA. 10 lipca 1960 roku wspinając się progiem Dolinki Mułowej odkrył dwie jaskinie - Ptasią Studnię i Lodową Mułową. Odkrycie tej pierwszej spowodowało, że następne lata poświęcił głównie eksploracji pionowych jaskiń w Czerwonych Wierchach. Głównym celem eksploracyjnym w następnych pięciu latach, była Ptasia Studnia, w której dwie studnie na cześć odkrywcy zostały nazwane Studniami Flacha. 
Zginął śmiercią taternika na Galerii Gankowej, we wrześniu 1965 roku. Zginęli wówczas Janusz Flach oraz Edward Chełpa uczestnik wielu akcji eksploracyjnych.